# Alburnoides prespensis
Alburnoides prespensis är en fiskart som först beskrevs av Stanko Karaman 1924.  Alburnoides prespensis ingår i släktet Alburnoides och familjen karpfiskar. IUCN kategoriserar arten globalt som sårbar. Inga underarter finns listade i Catalogue of Life.